# Бергрот, Том
Том Бергрот (фин. Tom C. Bergroth; 5 октября 1951)— финский музеолог, писатель
, педагог, доктор наук. Специалист по геральдике, фалеристике, масонству.

## Биография
Окончил факультет философии Академии Або. Там же получил докторскую степень.
Работал научным сотрудником Окружного музея в Турку, главный куратор отдела шведской фалеристики.
Во время службы в армии занимался исследованиями в финском военном музее в Хельсинки.
Преподавал курс предметных исследований и геральдики в Академии Турку и Университете Турку. С 1981 года — курс истории стиля и костюма, в 1984—1997 годах — музеологии и выставочной технологии. В Колледже искусств и наук Хельсинки читал лекции по истории военного обмундирования (1978—1980, 1981 и 1986—1987).
Автор ряда книг и научных статей в области геральдики, фалеристики, масонства. Был членом правления Шведского геральдического общества (Heraldiska Sällskapet).

## Избранная библиография
- Sveriges kungar och drottningar från Vasa till Bernadotte. Kungl. Hovstaterna (редактор)
- Heraldik : en tidlös form för kommunikation. Varsinais-Suomen liitto (2007).
- Kungliga Carl den XIII:s orden. Svenska Frimurare Orden (2002)
- Kultaa ja taivaansinistä: vapaamuurarius, aate ajassa = I guld och himmelsblått: frimureri, ett ideal i tiden. Åbo landskapsmuseum i samarbete med Storlogen för F. och A. M. i Finland (1991).
- Finlands Lejons orden (1982).

## Награды
- Орден Креста Свободы 3 класса для государственных служащих (1998)
- Рыцарский крест Ордена Белой розы Финляндии (2009, Финляндия)
- Медаль за военные заслуги (1983, Финляндия)
- Медаль за заслуги за 30 лет службы города Турку (2002, Финляндия)
- Медаль за заслуги за 20 лет службы города Турку (1992, Финляндия)
- Кавалер Ордена Данеброг (1983, Дания)
- Юбилейная медаль Карла XVI Густава (2016, Швеция)
- Юбилейная медаль Карла XVI Густава (2013, Швеция)
- Орден Карла XIII (2009, Швеция)
- Командор Ордена Полярной звезды (2014, Швеция)
- Рыцарь 1-го класса Ордена Полярной звезды (1998, Швеция)
- Золотая медаль за заслуги Шведского геральдического общества (2010, Швеция)